# Ar-Rumaythah
ar-Rumaythah (arabiska: الرميثة) är en ort i Irak, huvudort i distriktet med samma namn. Den ligger i provinsen al-Muthanna, i den centrala delen av landet, 220 km söder om huvudstaden Bagdad. Antalet invånare är 47 248.